# Стоманените пещери
Стоманените пещери (на английски: The Caves of Steel) е роман на американския писател фантаст Айзък Азимов. Книгата е първа в цикъла „Роботите“ и демонстрира идеята на Азимов за съвместимостта на научната фантастика с други литературни жанрове, по конкретно с криминалния жанр.
За първи път сюжетът на романа се появява като серия от публикации в американското списание Galaxy Science Fiction през 1953 г., а година по-късно е издаден и като цяла книга.

## Главни действащи лица
- Илайджа Бейли: Полицейски детектив, натоварен с разследване убийството на Родж Немену Сартън.
- Р. Даниил Оливо: Хуманоиден робот, назначен за партньор на Бейли в разследването на убийството. На външен вид е точно копие на своя създател доктор Сартън.
- Джулиъс Ендърби: Полицейски комисар на град Ню Йорк и началник на Бейли.
- Йезавел Наводни: Съпругата на Бейли.
- Бентли Бейли: Синът на Бейли.
- Хан Фастълф: Учен от планетата Аврора, създал Р. Даниил Оливо в сътрудничество с доктор Сартън.
- Антъни Геригъл: Водещ земен специалист в областта на роботиката.
- Р. Сами: Робот служещ в полицейското управление.
- Франсис Клусар: Служител в предприятието „Нюйоркски дрожди“, подстрекател на бунтове срещу роботите.

## Сюжет
Историята се развива в далечното бъдеще на Земята. Планетата е доминирана от големи пренаселени градове, покрити с гигантски куполи и наричани стоманени пещери. Сред тях е и наследника на настоящия град Ню Йорк, който е сцената на която се развива действето. В покрайнините на града се намира т.нар. „Вселенско селище“, установено като земен аванпост на обитателите на 50 богати и рядко населени екстрасоларни планети, наричащи себе си вселенци/космолити. Социалните и културни противоречия между Земята и бившите ѝ космически колонии поддържа враждебните отношения между двете общества. Това особено изпъква при отношението на двете общества към роботите, така например докато космолитските светове са изградени и силно зависими от роботизацията, то приложението на роботи на Земята е силно ограничено със законови мерки и често посрещано с открита ненавист от местното население.
В това напрегнато време убийството на изтъкнатия космолитски учен и жител на „Вселенско селище“ Родж Немену Сартън изправя Земята пред опасността от война с Външните светове. За да бъде предотвратен този развой на събитията земния полицейски детектив Илайджа Бейли е натоварен с разрешаването на случая и откриването на извършителя на престъплението. Въпреки присъщата му на землянин антипатия към роботите, Бейли, по желание на космолитите, получава за партньор първия конструиран някога хуманоиден робот Даниил Оливо. Двамата са изправени пред предизвикателството да разплетат случая и да предотвратят сериозен междупланетарен конфликт.